# Phi (série télévisée, 2017)
Ne doit pas être confondu avec pHi (potentiel hydrogène isoélectrique).
Pour les articles homonymes, voir Phi (homonymie).
Phi (Fi) est une telenovela turque produite par Ay Yapım et diffusée entre le 31 mars 2017 et le 9 mars 2018 sur Puhutv.
En France, la première saison est remontée en 18 épisodes de 45 minutes et diffusée entre le 16 novembre 2024 et le 11 janvier 2025 sur Novelas TV.
La deuxième saison remonté en 17 épisodes est diffusée entre le 15 mars 2025 et le 10 mai 2025 sur Novelas TV.

## Synopsis
Can Manay est un psychologue riche, impitoyable et célèbre qui a sa propre émission de télévision connue pour son style unique. Lors d’une rencontre fortuite, il tombe instantanément amoureux de Duru, mais celle-ci a déjà un petit ami, Deniz. Les rencontres les obligent à réévaluer la vie et à prendre conscience que pour connaître le véritable amour, il faut d’abord avoir le courage de se perdre.

## Distribution
- Ozan Güven : Can Manay / Umut Zafer
- Serenay Sarıkaya : Duru Durulay
- Mehmet Günsür : Deniz Sarızeybek
- Berrak Tüzünataç : Özge Egeli
- Büşra Develi : Bilge Görgün
- Osman Sonant : Sadık Murat Kolhan
- Tülay Günal : Eti Yönder
- Emir Benderlioğlu : Ali
- Müjgan Ferhan Şensoy : Zeynep
- Canberk Gültekin : Doğru Görgün
- Nihal Menzil : Gülay Güzelce
- Hakan Atalay : Kaya
- Efecan Şenolsun : Murat Yılmaz
- Enes Atış : Furkan
- Tuğçe Baltalı : Melis
- Merve Çağıran :  Ceren
- Armağan Oğuz :  Göksel
- Hivda Zizan Alp : Ada
- Özge Özpirinçci : Sıla
- Nesrin Cavadzade : Alara
- Ece Dizdar : Nazlı
- Teoman Kumbaracıbaşı : Tayfun
- Nehir Erdoğan : Nilay
- Yasemin Allen : Ece
- Nur Fettahoğlu : Billur

## Version française
La version française est assurée par Studio Plug-in au Maroc.
Avec les voix de Christophe Cerino, Adrien Caminada, Anna Fhima, Dounia Elmedkouri, Letizia Costantini, Michael Paolinetti, Nawal Lamrini, Camille Bechta, Fanny Dalmau, Martin Girard, Eric Cuvelier, Claire Staub, Ghita Dahoune, Hamza Toujiri, Salim Gharbi et Gabriel Navarro.